# Pristimantis viejas
Pristimantis viejas es una especie de anfibio anuro de la familia Strabomantidae.

## Distribución
Esta especie es endémica de Colombia. Habita entre los 800 y 1 880 m sobre el nivel del mar:
- en la vertiente oriental de la Cordillera Central en los departamentos de Antioquía y Caldas;
- en la vertiente occidental de la Cordillera Oriental en el departamento de Cundinamarca.[4]

## Descripción
Los machos miden de 15.3 a 19.1 mm y las hembras de 24.0 a 29.1 mm.

## Publicación original
- Lynch & Rueda-Almonacid, 1999 : New species of frogs from low and moderate elevations from the Caldas transect of the eastern flank of the Cordillera Central. Revista de la Academia Colombiana de Ciencias Exactas Físicas y Naturales, vol. 23, n.º 87, p. 307-314[5]